# Dando gracias (Rockwell)
Dando gracias es una pintura de 1951 del ilustrador estadounidense Norman Rockwell y una de sus obras más famosas, realizada para la portada del número de Acción de Gracias del 24 de noviembre de 1951 del The Saturday Evening Post.
La pintura describe a una anciana y un niño, abuela y nieto, dando gracias a Dios por los alimentos recibidos, en un restaurante lleno, siendo observados por otras personas en su mesa. La inspiración de Rockwell para Dando gracias provenía de un lector de The Saturday Evening Post que vio a una familia menonita rezando en un restaurante. Rockwell utilizó a su hijo, Jarvis, como uno de los modelos para la pintura. Elizabeth Goldberg, directora de arte estadounidense en Sotheby's dijo que en sus preparativos para la obra Rockwell "... Visitó automáticos y diners en Nueva York y Filadelfia para conseguir la escena correcta ... Su imaginería fue tan vívida que la gente creía reconocer a los comensales del diner a pesar de no existir realmente, tan intensa la sentían." Rockwell tomó la mesa y sillas de un diner en Times Square durante la habitual sesión de fotos para la pintura. Cuando preparaba un cuadro, Rockwell tomaba fotos, instalaba una escena similar, utilizaba a sus amigos y vecinos como modelos en ella, y tomaba centenares de fotos del resultado hasta quedar satisfecho, y eso sería lo que plasmaría en lienzo. Rockwell aun creaba bocetos al carboncillo, luego al óleo, antes de pintar la imagen final.
Rockwell cobró 3.500 dólares (equivalente a 34.475 dólares en 2019) por Dando gracias. Los lectores del The Saturday Evening Post la votaron su portada favorita en 1955. Dando gracias había sido un préstamo a largo plazo en el Museo Norman Rockwell, y había sido exhibida en otros 12 museos de Estados Unidos antes de su venta en 2013.

## Venta en 2013
Dando gracias fue vendida por 46 millones en Sotheby's en diciembre de 2013, batiendo un nuevo récord de precio de venta por una obra de  Rockwell, que desde 2006 estaba en los 15 millones de venta por Rompiendo lazos con el hogar. Dando gracias había sido tasada en entre 15 y 20 millones. El comprador no fue identificado.
Otras dos obras de Rockwell prestadas al Museo Norman Rockwell fueron vendidas junto con Dando gracias; Los Chismes y Caminando a la iglesia. Las tres pinturas, junto con otras cuatro obras artísticas de Rockwell, fueron vendidas por los descendientes de Kenneth J. Stuart, el director de arte del The Saturday Evening Post. La venta de las obras artísticas fue la conclusión de un desacuerdo legal entre los hijos de Stuart. Un amigo y colega de Rockwell de toda la vida, Stuart las había recibido como regalo. Dando gracias había colgado en la oficina de Stuart en el The Saturday Evening Post, y posteriormente en el salón de los Stuart en Wilton, Connecticut. Los hijos de Stuart ya no podían pagar el seguro y mantenimiento de las pinturas en el momento de su venta en 2013.
A la muerte de Stuart en 1993, su patrimonio fue dividido a partes iguales entre sus tres hijos, Ken Jr., William, y Jonathan. El hermano mayor, Ken Jr., fue posteriormente demandado por William y Jonathan, que reclamaron que había forzado a su padre a firmar papeles para obtener el control de su fortuna. Además reclamaron que Ken Jr. había utilizado bienes de la herencia de su padre para sus propios gastos. Los tres hermanos resolvieron fuera del tribunal antes de la venta. El dueño del The Saturday Evening Post, Curtis Publishing, que mantiene los derechos de reproducción de las obras de Rockwell, también intentó inútilmente reclamar la propiedad de las pinturas.
La directora del Museo Norman Rockwell, Laurie Norton Moffatt, expresó su esperanza que las pinturas finalmente regresaran al museo. Moffatt dijo de las pinturas que " (...) Creemos que es donde pertenecen." y que la pérdida de las pinturas dejó un "irreparable agujero en la colección del museo."